# Sveti Duh, Dravograd
Sveti Duh je naselje v Občini Dravograd.
Krajevna cerkev, po kateri ima naselje ime, je posvečena Svetemu Duhu. V pisnih dokumentih je bil prvič omenjena leta 1616. Sicer pa je zgradba iz zgodnjega 16. stoletja. V njej je barvan lesen strop iz zgodnjega 17. stoletja, ki je po površini največji cerkveni barvan lesen strop v Sloveniji. Cerkev sodi v Župnijo Ojstrica.